# Riwaq (arcade)

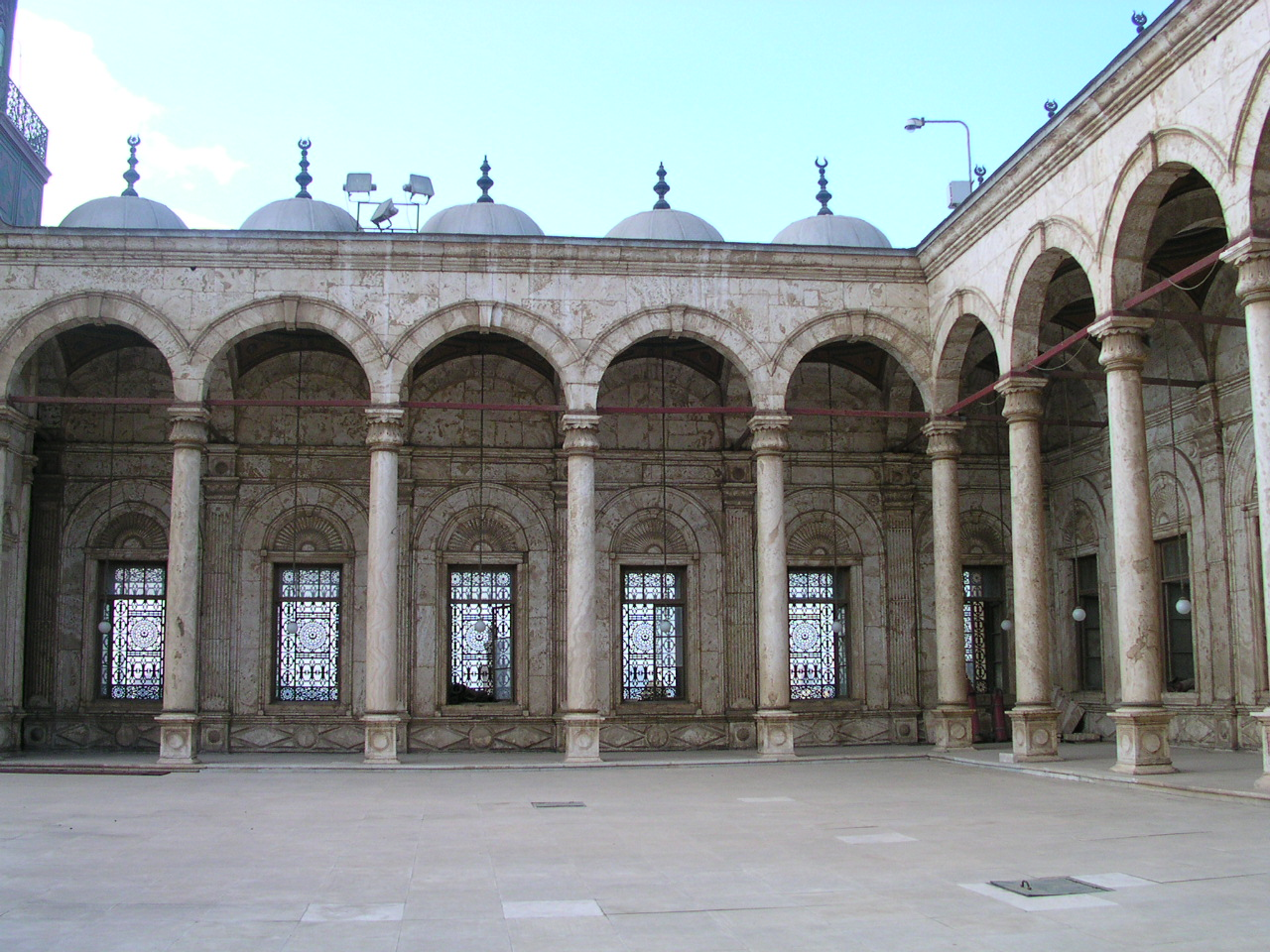
Le riwaq de la mosquée de Muhammad Ali au Caire.

Un riwaq (ou rivaq, en arabe : رواق riwāq ou ruwāq) est une arcade ou un portique (s'il est situé devant les entrées) ouvert sur au moins un côté. C'est un élément de conception architecturale dans l'architecture islamique et la conception des jardins islamiques.
Un riwaq sert souvent d'espace de transition entre les espaces intérieurs et extérieurs. En tant que structure de portique ou d'arcade, il offre de l'ombre et permet de réguler la lumière du soleil dans les climats chauds, ainsi qu'une protection contre la pluie dans n'importe quel endroit.

## Arcade
En tant qu'élément d'arcade, cette structure est souvent trouvée entourant et délimitant les cours (Sahn) des mosquées et des madrasas, et est utilisée pour la circulation couverte, les rencontres et le repos, ainsi que pour la circumambulation rituelle. L'élément d'arcade se trouve également le long des principales allées des grands bazars.

### Exemples
Des exemples d'arcades riwaq incluent :
- Autour de la Kaaba dans la cour de la mosquée Masjid al-Haram à La Mecque, ainsi que dans la cour de la mosquée de Uqba en Tunisie.
- Le long des avenues principales du bazar de Kashan, en Iran actuel.